# Боровка (приток Сока)
Боровка — река в России, протекает в Самарской области. Правый приток Сока.
Длина реки составляет 20 км, площадь бассейна — 118 км². Исток в лесах в 1,5 км к западу от посёлка Лесозавод на возвышенности Сокские Яры в Сергиевском районе. В верховьях течёт к упомянутому посёлку, далее течёт на юг. Участок течения (у посёлка Никольский) проходит по Исаклинскому району. Впадает в Сок по правому берегу в 174 км от его устья. В устьевой части на реке расположено село Боровка.
Средний расход воды — 0,53 м³/с. Сток зарегулирован. Верховья и окраины бассейна покрыты лесом.
В бассейне также находится хутор Вольница.

## Данные водного реестра
По данным государственного водного реестра России относится к Нижневолжскому бассейновому округу, водохозяйственный участок реки — Сок от истока и до устья. Речной подбассейн реки — подбассейн отсутствует. Речной бассейн реки — Волга от верховий Куйбышевского водохранилища до впадения в Каспий.
Код объекта в государственном водном реестре — 11010000612112100005808.